# La mer (Charles Trenet)
"La mer" is een nummer van de Franse zanger en entertainer Charles Trenet. Het nummer werd in 1946 als single uitgebracht.

## Achtergrond
"La mer", naar het Nederlands te vertalen als "De zee", is geschreven door Trenet en geproduceerd door Albert Lasry. Trenet schreef een eerste versie van het nummer als gedicht op zestienjarige leeftijd, een aantal jaren voordat hij er een melodie bij zou bedenken. Hij bedacht de melodie uiteindelijk in 1943 in een trein tussen Montpellier en Perpignan toen hij uit het raam keek en het meer Étang de Thau zag. Hij schreef vervolgens de melodie op een stuk papier en werkte die middag met zijn pianist Léo Chauliac aan de details. Die avond speelden zij het voor het eerst voor een publiek, maar grote reacties bleven uit.
"La mer" werd niet voor het einde van de Tweede Wereldoorlog opgenomen. Trenet wilde eerst dat Suzy Solidor het op zou nemen, maar zij sloeg het aanbod af. Vervolgens gaf hij het aan Roland Gerbeau, die het aan het eind van 1945 opnam met het orkest van Jo Bouillon. Deze versie, de eerste opname van het nummer, werd gearrangeerd door Albert Lasry. Trenet nam het nummer zelf op 25 maart 1946 voor het eerst op.
Door de jaren heen bleek "La mer" een populaire opname, dat in de hele wereld uitgroeide tot een chanson- en jazzstandard. Naast de originele Franse versie werd het in een aantal andere talen uitgebracht, waarbij de Engelstalige versie onder de titel "Beyond the Sea" het populairst bleek. Deze versie werd in 1959 uitgebracht door de Amerikaanse zanger Bobby Darin, die hiermee tot de zesde plaats in de Billboard Hot 100 kwam. Deze versie is ook opgenomen door George Benson, Martin Denny, Sacha Distel, Benny Goodman, Barry Manilow, Mantovani, Johnny Mathis, Damian McGinty, The Pop Tops, The Sandpipers, Helen Shapiro, Kevin Spacey, Rod Stewart, We Five, Lawrence Welk, Carol Welsman, Robbie Williams, Stevie Wonder en Will Young. Een Nederlandstalige versie onder de titel "De zee" werd in 1970 geschreven door Johnny Steggerda en Jack Bess en uitgevoerd door Lize Marke. In 2008 schreef Herman Pieter de Boer een nieuwe tekst bij het nummer, dat werd opgenomen door Rob de Nijs.
Ondanks de vele vertalingen is de oorspronkelijk versie van "La mer" erg populair buiten Frankrijk, alsook bij niet-Franse muzikanten. Zo bracht Trenet zijn versie in 1947 uit in de Verenigde Staten en nam Bing Crosby het in 1953 op voor zijn album Le Bing: Song Hits of Paris. Ook Lisa del Bo, Miguel Bosé, Dalida, Julio Iglesias, Patricia Kaas, Biréli Lagrène, Mireille Mathieu, Cliff Richard en Demis Roussos namen het op. Instrumentale versies zijn afkomstig van Richard Clayderman, Ray Conniff, Paul Mauriat en Django Reinhardt. In 1966 was het nummer al opgenomen door meer dan honderd artiesten en werd het, naast "La Vie en rose" van Édith Piaf, beschouwd als het best verkopende Franse nummer ooit. Toen Trenet in 2001 overleed, bestonden er al meer dan vierduizend versies van het nummer, die zeventig miljoen keer waren verkocht.

## NPO Radio 2 Top 2000
| Nummer met noteringen in de NPO Radio 2 Top 2000 | '99  | '00 | '01  | '02  | '03  | '04  | '05  | '06  | '07  | '08  | '09  | '10  | '11  | '12  | '13  | '14  |
| ------------------------------------------------ | ---- | --- | ---- | ---- | ---- | ---- | ---- | ---- | ---- | ---- | ---- | ---- | ---- | ---- | ---- | ---- |
| La Mer                                           | 1249 | -   | 1400 | 1463 | 1386 | 1399 | 1342 | 1058 | 1404 | 1292 | 1498 | 1753 | 1772 | 1668 | 1888 | 1822 |

1. ↑  Een '-' betekent dat het nummer niet was genoteerd en een vetgedrukt getal geeft de hoogste notering aan.
2. ↑  Deze tabel is bijgewerkt tot en met de laatste editie (2024).